# Jati Belarik
Jati Belarik is een bestuurslaag in het regentschap Tebo van de provincie Jambi, Indonesië. Jati Belarik telt 627 inwoners (volkstelling 2010).